# اشلی جونز
 اشلی جونز (انگلیسی: Ashley Aubra Jones؛ زادهٔ ۳ سپتامبر ۱۹۷۶) یک هنرپیشه، و تهیه‌کننده اهل ایالات متحده آمریکا است.

## گزیده فیلمشناسی
از فیلم‌ها یا برنامه‌های تلویزیونی که وی در آن نقش داشته‌است می‌توان به آثار زیر اشاره کرد.
- مدرسه قدیمی (2003)
- سخنران عروسی (2015)
- راز های گذشته یک زن (2015)